# Nationaloperaen i Paris
Paris Nationalopera, Opera Garnier eller Pariseroperaen er den vigtigste operainstitution i Paris. Det officielle navn er Opéra national de Paris. Navnet har skiftet gennem tiderne: Ludvig XIV grundlagde i 1669 Académie d'Opéra som kort efter blev Académie royale de Musique («det kongelige musikakademi»), som var en del af Académie Royale («det kongelige akademi»). Institutionen holder til i Palais Garnier.

## Historie
I slutningen af 1600-tallet var l'Opéra og Comédie-Française (for drama) det franske kongehofs officielle teater. Mens Comédie-Française blev subsidieret af kongen, måtte operaejerne delvis udleje deres kongelige privilegier for at dække omkostningerne. I slutningen af 1700-tallet blev Opéra-Comique oprettet som en borgelig modkultur mod hofoperaen. I 1800-tallet vendte adelen sig fra operaen, og som et modstykke til den stadig mere populære Opéra-Comique, blev Grand opéra udviklet som et lille borgerligt støttepunkt for operaen. Den selvstændige kunstform ballet udviklede sig fra de danseindslag, som var så vigtige i den franske opera. L'Opéra består frem til i dag som en «national» institution.